# Musée-maison du patrimoine de Hières-sur-Amby
Le musée-maison du patrimoine de Hières-sur-Amby ou musée archéologique de Hières-sur-Amby ou la maison du patrimoine de Hières-sur-Amby est un musée située à Hières-sur-Amby dans l'Isère en France. 

## Présentation
Labellisé Musée de France, le musée regroupe des collections relatives à l'histoire du peuplement en Isle-Crémieu, du milieu de la Préhistoire au début du Moyen Âge, notamment en lien avec les découvertes effectuées sur le site archéologique de Larina.
Il propose aussi des expositions temporaires et des animations culturelles et festives en lien avec les différents patrimoines du territoire.

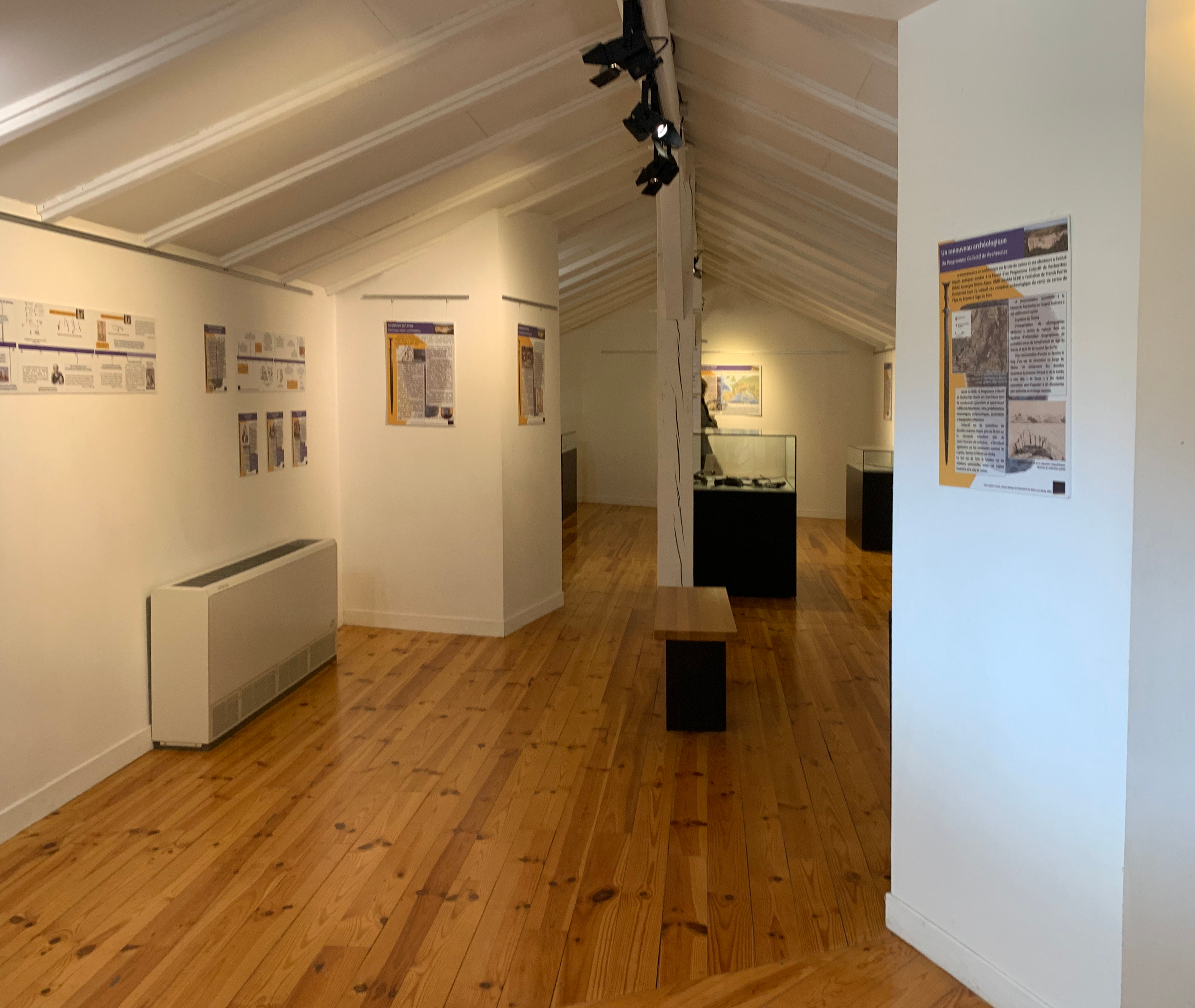
Vue intérieure du musée.
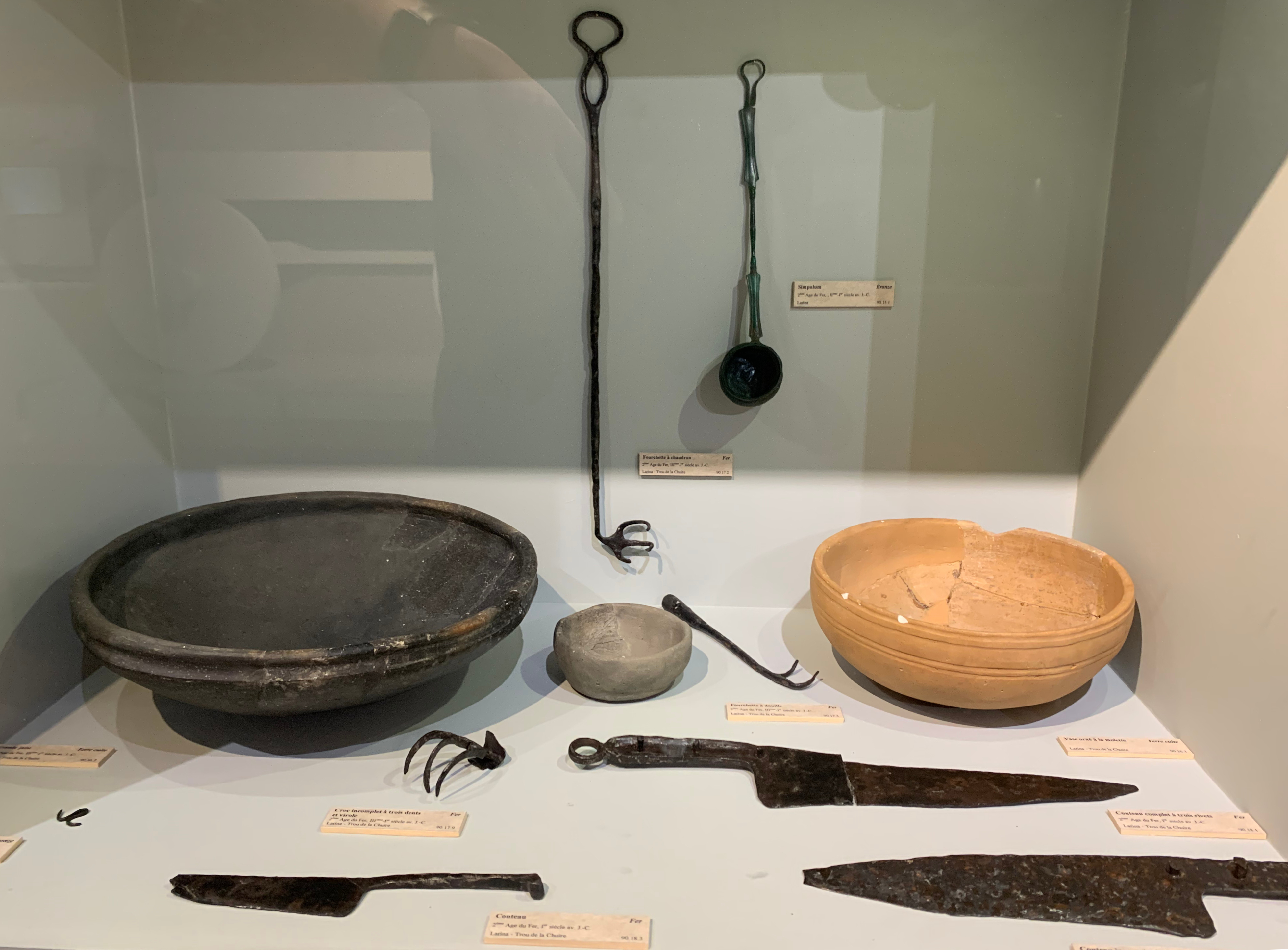
Une des vitrines du musée.
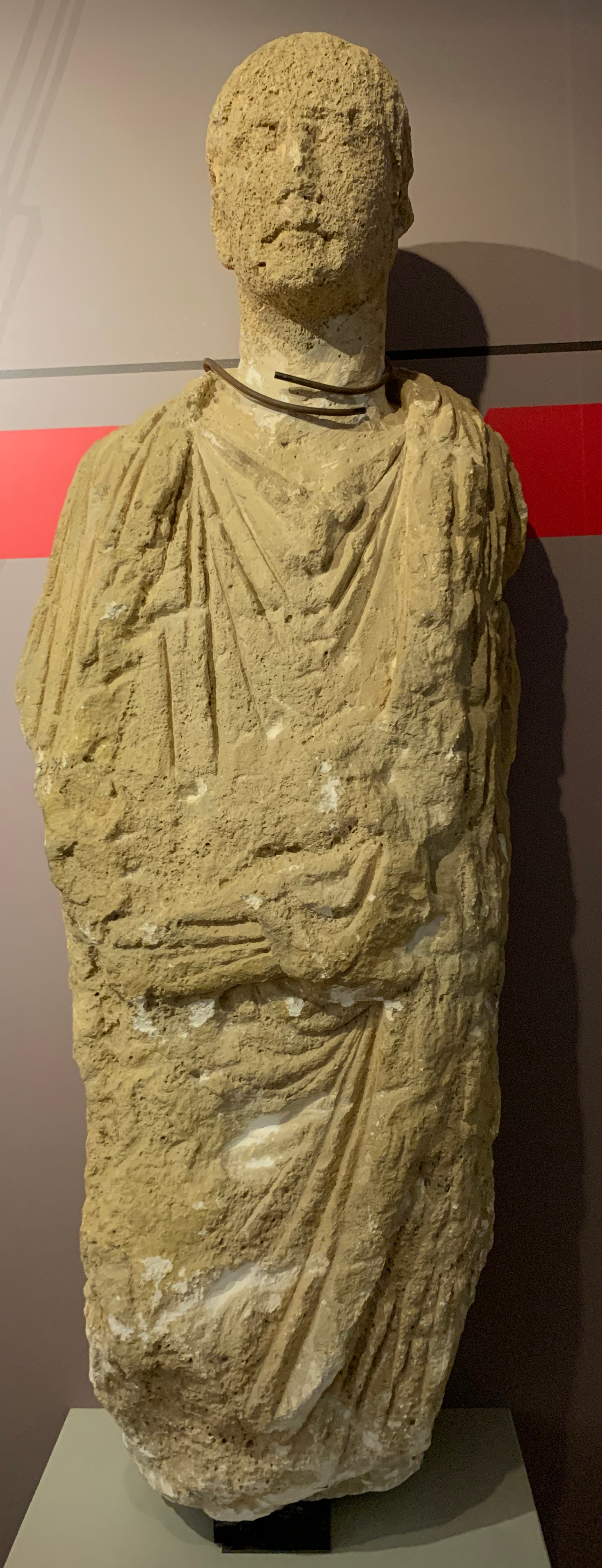
Statue du IIe siècle apr. J.-C., découverte entre Siccieu et Optevoz.
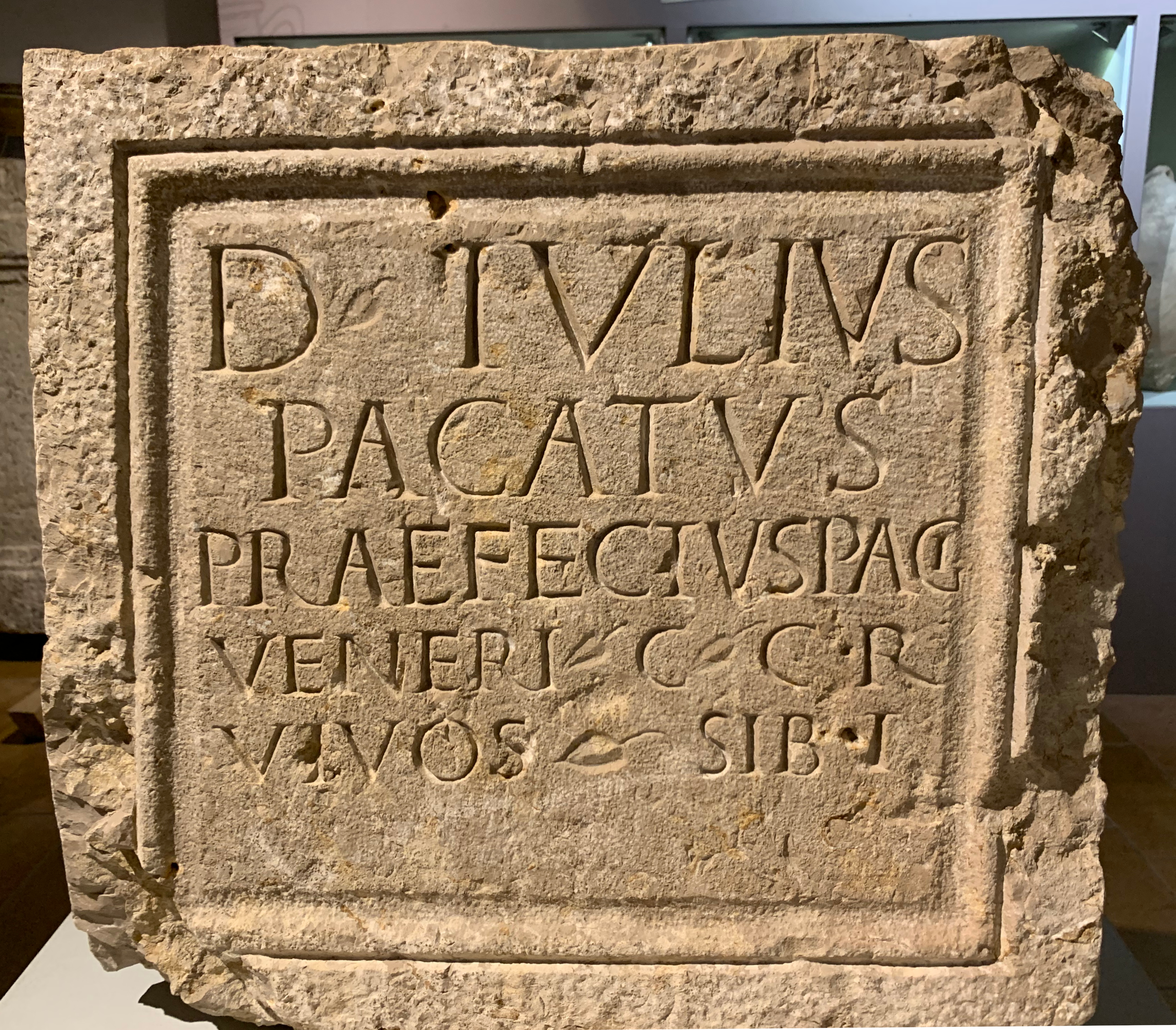
Inscription funéraire découverte en 2017 à La Balme-les-Grottes.